# Guilla de Lluça
Guilla de Lluça, detta anche Guisla; Guilla o Guisla o Guisla, in catalano, in spagnolo e in francese (primo o secondo decennio dell'XI secolo – 1079 circa), fu Contessa di Osona, dall'1035 al 1045 circa.

## Origine
Secondo le Europäische Stammtafeln, vol II, cap. 69 (non consultate), Guilla (o Guisla) de Lluça era figlia del Signore di Lluça e Villanova, Sunifredo II e di sua moglie, Ermesinda di Balsareny.

Secondo la storico, Patrick van Kerrebrouck, nel suo Les Capétiens, 987-1328, Guisla era una bellonide discendente dai conti di Conti di Empúries.

## Biografia
Di Guisla si hanno poche notizie.

Ancora secondo le Europäische Stammtafeln, vol II, cap. 69 (non consultate), Guilla, nel 1027 era stata data in moglie al conte di Barcellona, Gerona e Osona, Berengario Raimondo I, che era vedovo da circa un anno della prima moglie, Sancha Sánchez di Castiglia; il matrimonio viene confermato anche dal documento n° XV, datato 1028, del Cartulario Sanctæ Eulaliæ Barcinonensis, inerente ad una donazione fatta da Guisla assieme al marito, Berengario Raimondo (Berengarius…Marchio Comes…cum uxore mea Guillia comitissa).
Poco prima di morire, nel febbraio 1035, suo marito, Berengario Raimondo I, redasse un testamento in cui ricordò tre figli maschi, Guisla e la propria madre, Ermesinda di Carcassonne e, col quale, divise il suo dominio in tre parti:
- a Raimondo Berengario, figlio primogenito di primo letto, andarono le contee di Barcellona e di Gerona fino al fiume Llobregat;
- a Sancho, detto Sancho d'Olèrdola, figlio di primo letto, una parte delle contee di Barcellona e di Gerona tra il fiume Llobregat ed il confine con al-Andalus, denominata contea di Penedès, con capitale la cittadina di Olèrdola;
- a Guglielmo, unitamente alla moglie e madre di Guglielmo, Guilla (o Guisla) de Lluça|Guisla, la contea di Osona.

Guisla ed il figlio minorenne governarono la contea per circa una decina d'anni; prima del 1050, come conferma lo storico catalano Bofarull i Mascaró, nel suo Los condes de Barcelona vindicados, y cronologia y genealogia de, Volume 1, Guisla si sposò, in seconde nozze, con il visconte di Barcellona, Udalardo II, e perse ogni diritto al titolo di contessa, a favore del figlio, Guglielmo, che a sua volta, nel 1054, rinunciò alla contea di Osona a favore del fratellastro, il figlio primogenito di Berengario Raimondo I, il conte di Barcellona e Gerona, Raimondo Berengario I.
Il matrimonio di Guisla con Udalardo II, avvenne molto probabilmente, nel 1045 circa, quando il figlio Guglielmo aveva raggiunto la maggior età e viene indirettamente confermato da una vendita fatta da Guisla ed il secondo marito, Udalardo, nel 1049.
Nel 1077, Guisla con Udalardo II, fecero una donazione al monastero di Sant Cugat, come risulta dal documento n° 692 di El cartulario de “Sant Cugat” del Vallès. II volume (non consultato).
Guisla morì circa due anni dopo

## Figli
Guilla (o Guisla) a Berengario Raimondo diede tre figli:
- Guglielmo Berengario[9] (ca. 1029-dopo il 6 marzo 1058), conte d'Osona, assieme alla madre Gisela; quando la madre si risposò, Guglielmo rinunciò alla contea. Venne nominato nel testamento della nonna Ermesinda, del 6 marzo 1058[3]
- Bernardo Berengario di Barcellona (ca. 1035-dopo il 6 marzo 1058), che non fu nominato nel testamento del padre, o perché nato dopo il testamento o addirittura nato postumo; venne invece nominato nel testamento della nonna Ermesinda, del 6 marzo 1058[3]
- Sibilla (ca. 1035-dopo il 6 luglio 1074), che, nel 1056, sposò Enrico di Borgogna (1035 - ca. 1074), figlio del duca di Borgogna Roberto I; uno dei loro figli fu Enrico (1066-1112) che divenne un vassallo del re di Castiglia, Alfonso VI e signore feudale della contea del Portogallo sposando, nel 1093, la figlia illegittima di Alfonso VI, Teresa di León. Il figlio di Enrico e Teresa fu Alfonso Henriques, primo re di Portogallo.

Guilla (o Guisla) a Udalardo diede cinque figli.

### Fonti primarie
- (LA)  Rerum Gallicarum et Francicarum Scriptores, Tomus IX.
- (LA)  España Sagrada, Tome XXIX.

### Letteratura storiografica
- (ES)  Los condes de Barcelona vindicados.
- (EN) The Development of Southern French and Catalan Society, 718-1050, su libro.uca.edu.